# Panneetrivier
De Panneetrivier (Zweeds: Panneetjoki) is een rivier, die stroomt in de Zweedse  gemeente Kiruna. De rivier verzorgt de afwatering van twee moerasen, ze stroomt naar het oosten en gedurende een aantal kilometers stroomt ze parallel aan de Torne. Aan haar eind stroomt ze de Pounurivier in, vlak voordat deze in de Torne stroomt. Ze is circa 10 kilometer lang.
Afwatering: Panneetrivier → Pounurivier → Torne → Botnische Golf